# Hampton Downs Motorsport Park
O Hampton Downs Motorsport Park é um autódromo localizado em Waikato, na Nova Zelândia, o circuito possui um traçado de 3.8 km.